# Los Naranjos 2da. Sección, Macuspana
Los Naranjos 2da. Sección, även Sección Pichalito är en ort i Mexiko.   Den ligger i kommunen Macuspana och delstaten Tabasco, i den sydöstra delen av landet, 700 km öster om huvudstaden Mexico City. Los Naranjos 2da. Sección ligger 3 meter över havet och antalet invånare är 236.
Största delen av befolkningen levnar sig på fiske och jordbruk, samhället är en av fiskexportörerna till huvudstaden i delstaten Tabasco. Samhället har 3 grundskolor (förskola, grundskola och gymnasieskola). Orten har 122 invånare men slås ofta samman med Pichalito, vilket ger sammanlagt 222 invånare.